# Ilídio do Amaral
Ilídio Melo Peres do Amaral (Luanda, 3 de setembro de 1926 – Lisboa, 24 de março de 2017) foi um geógrafo e professor universitário luso-angolano.
Dedicou grande parte da sua vida aos estudos dos problemas ultramarinos, nomeadamente as regiões tropicais. As suas áreas de estudo preferidas foram geomorfologia, geografia urbana, geografia histórica e geografia política.

## Biografia
Nasceu em Luanda, onde frequentou o ensino primário e secundário.
Licenciado e Doutor em Geografia, pela Universidade de Lisboa, em cuja Faculdade de Letras exerceu a docência e alcançou a cátedra em 1969.
Em junho de 1969 foi o responsável por organizar e lecionar as primeiras disciplinas do bacharelato de Geografia da Delegação de Sá da Bandeira (Lubango) da Universidade de Luanda (actualmente Universidade Mandume ya Ndemufayo). Neste mesmo ímpeto, entre 1969 e 1975, fundou e estruturou o Gabinete de Estudos de Geografia do Ultramar (GEGU), uma instituição de investigação geográfica.
Foi investigador e director-adjunto do Centro de Estudos Geográficos da Universidade de Lisboa, e tornou-se director do Centro de Geografia do Instituto de Investigação Científica Tropical (antigo GEGU) durante cerca de 20 anos.
Foi o último Presidente do Instituto de Alta Cultura, entre 1975 e 1976, e Reitor da Universidade de Lisboa entre Novembro de 1977 e Março de 1979. Também foi Reitor da Universidade Internacional.
Foi membro da Academia das Ciências de Lisboa, da Academia Portuguesa de História, da Sociedade de Geografia de Lisboa e da Associação de Geógrafos de Cabo Verde.
Faleceu a 24 de março de 2017, em Lisboa, aos 90 anos de idade.

## Obras
A sua bibliografia conta 447 títulos, destacando-se a história de Angola.
- São Paulo de Assunção de Luanda (1956);
- Subsídios para o estudo da evolução da população de Luanda (1959);
- Distribuição da população branca de Angola [Material cartográfico]: 1950 (1960);
- Ensaio de um estudo geográfico da rede urbana de Angola (1962);
- Santiago de Cabo Verde: a terra e os homens (1964);
- Francisco Tenreiro: 1921-1963 (1964);
- Johannesburg : do campo mineiro à conurbação (1966);
- Egas Moniz, o homem, as ideias e a época (1978);

- Nota preliminar acerca do relevo de Angola entre os rios Zaire e Loge com Orlando Ribeiro e Mariano Feio (2006);
- Documentos para o ensino : litoral da ilha de Santiago (Cabo Verde), na área da Praia (2009);
- Descrição da Luanda Oitocentos, vista através de uma planta do ano de 1755 (2010);